# Армстронг, Билли (актёр)
Би́лли А́рмстронг (англ. Billie Armstrong; 14 января 1891, Бристоль — 1 марта 1924, Иньо, Калифорния) — американский и британский киноактёр, участник ранних фильмов Чарли Чаплина, снятых на киностудии «Essanay».
Начинал актёрскую деятельность в кинокомпании «Keystone», затем перешёл на «Essanay». В своём дебютном фильме — «Его новая работа» — сыграл небольшую роль статиста, затем играл хара́ктерные и смешные роли в других фильмах Чарли Чаплина.

## Избранная фильмография
- 1915 — Его новая работа / His New Job — статист
- 1915 — В парке / In the Park — второй вор
- 1915 — Бродяга / The Tramp — человек с книгой
- 1915 — У моря / By the Sea — человек в соломенной шляпе
- 1915 — Работа / Work — муж
- 1915 — Женщина / A Woman — друг отца
- 1915 — Банк / The Bank — второй уборщик
- 1915 — Зашанхаенный / Shanghaied — завербованный матрос
- 1916 — Полиция / Police — фальшивый проповедник
- 1916 — Обозрение творчества Чаплина в «Эссеней» / The Essanay-Chaplin Revue of 1916 — человек с книгой / статист
- 1918 — Тройная неприятность / Triple Trouble — повар / карманник